# Black metal
Black metal este un subgen extrem al muzicii heavy metal care a apărut la începutul anilor 1980. Black metalul combină elemente din genurile thrash metal și death metal, fiind caracterizat de tempouri rapide, stil vocal de tip shrieking, chitare puternic distorsionate, înregistrări lo-fi și implementarea unor structuri neconvenționale melodiilor. Artiștii acestui gen utilizează corpse paint și adoptă pseudonime.
Deși unele trăsături esențiale acestui gen pot fi observate și în cadrul unor formații din anii '70 precum Black Sabbath, Judas Priest, Motorhead sau Kiss, abia în anii 1980 primul val de formații de black metal va prinde formă. Mai precis, acest întâi „val” era format din câteva formații care au avansat atât din punct de vedere imagistic, cât și muzical spre teritorii mai extreme: Venom, Mercyful Fate, Bathory, Hellhammer și Celtic Frost. Cu toate că grupurile precedente au influențat puternic dezvoltarea genului, formații precum Sodom, Kreator, Destruction și Slayer sunt uneori trecute cu vederea. În cadrul unui interviu, chitaristul formației Mayhem, Euronymous, declara următoarele: „Este destul de ciudat că toată lumea discută despre Venom, Bathory sau Hellhammer ca fiind vechile formații satanice, dar nimeni nu menționează Sodom sau Destruction. Au apărut concomitent cu Bathory și Hellhammer, iar primele lor albume sunt capodopere ale black metalului.” Munca acestor grupuri va avea o influență serioasă asupra scenei norvegiene de black metal, fapt afirmat de Fenriz și Apollyon, două figuri importante ale comunității black metal din anii 1990.
Cel de-al doilea val apare în târziul anilor 1990 reprezentat de formații norvegiene ca Mayhem, Darkthrone, Burzum, Immortal, Emperor, Satyricon sau Gorgoroth. Scena târzie a black metalului norvegian a contribuit la dezvoltarea stilului într-un gen distinct. Inspirați de aceștia, numeroase formații de black metal au început să apară în Europa și America de Nord. Cu toate acestea, unele scene și-au construit în mod independent propriul lor stil. În aceeași perioadă iau naștere și o serie de formații proeminente de origine suedeză precum Marduk, Nifelheim și Dark Funeral.
Inițial considerat sinonim pentru „metalul satanic”, black metalul a fost întotdeauna privit cu ostilitate de cultura comercială din cauza acțiunilor și ideologiilor asociate cu acesta. Mulți artiști au adoptat perspective mizantropice și anticreștine extreme, pledând pentru diferite forme de satanism sau păgânism etnic. În anii 1990, membrii scenei au fost responsabili pentru o serie de crime și incendierea unor biserici. Pe lângă acestea, există și o mică mișcare neonazistă în interiorul genului, deși a fost evitată de majoritatea artiștilor cunoscuți. În general, black metalul încearcă să rămână fidel undergroundului și inaccesibil mediului comercial.
Scena românească de black metal a luat naștere imediat după căderea regimului comunist, primele formații avându-si originea în județul Timiș. În anul 1995, Negură Bunget lansează primul său demo intitulat „From Transilvanian Forests”, fapt precedat de o serie de concerte naționale, primul dintre acestea în Buzău. Un an mai târziu se pun bazele proiectului Argus Megere, urmând ca în vara anului 1997 să fie lansat primul lor demo, „Diabolical risen to the nocturnal sky”. În anii următorii vor apărea alte formații de black metal printre care găsim Indian Fall, Vokodlok, Ordinul Negru, Cursed Cemetary, Satanochio sau Gravatus.

## Caracteristici

### Instrumentație și structură
Chitariștii black metal inspirați de scena norvegiană favorizează chitarele puternic distorsionate cu tonuri înalte. Chitara este utilizată de obicei cu un un-muted tremolo picking rapid. Aceștia folosesc deseori disonanța - alături de game muzicale, intervaluri și progresie de acorduri specifice - cu scopul de a crea un sentiment de groază. Tritonul este de asemenea folosit. Solourile de chitară și guitar tuningul pe frecvență joasă sunt rar întâlnite în black metal. Chitara bas este și ea rareori utilizată. Nu este ieșit din comun ca chitara bas să fie mută în favoarea chitarei solo sau să urmărească omofonic riffurile chitarei. Deși pianul electric nu era la început „auzit în acest gen de muzică”, Dimmu Borgir afirmau că au început să implementeze acest sunet doar „pe fundal”, iar mai târziu au început să-l utilizeze cu scopul de a crea „atmosferă”. Unele formații noi de black metal au început să-și imbunătățească calitatea producției, respectiv să introducă elemente adiționale precum sintetizatoare și chiar orchestre.
Bateria este utilizată rapid și se bazează pe blast beaturi și dublu bas pentru a păstra tempourile care uneori se apropie de 300 de bătăi pe minut. Aceste tempouri rapide necesită pregătire avansată și rezistență fizică, elemente reprezentate de toboșarul Frost și Hellhammer (Mayhem). Cu toate acestea, autenticitatea încă primează asupra tehnicii. „Profesionismul trebuie să dispară.” insistă toboșarul și istoricul Fenriz din Darkthrone. „Doresc să mă dezvăț de cântatul la tobe, doresc să cânt primitiv și simplu, nu vreau să interpretez tot timpul un solo de tobe și să realizez riffuri complicate”. Melodiile din black metal se îndepărtează deseori de structurile convenționale și deseori lipsesc secțiunile cu interpretări clare. În locul acestora găsim secțiuni care conțin un instrumental lung și repetitiv. Stilul grec conturat de formații ca Rotting Christ, Necromantia și Varathron este caracterizat de trăsături specifice heavy metalului tradițional și death metalului mai degrabă decât de cele ale black metalului norvegian.

### Voci și versuri

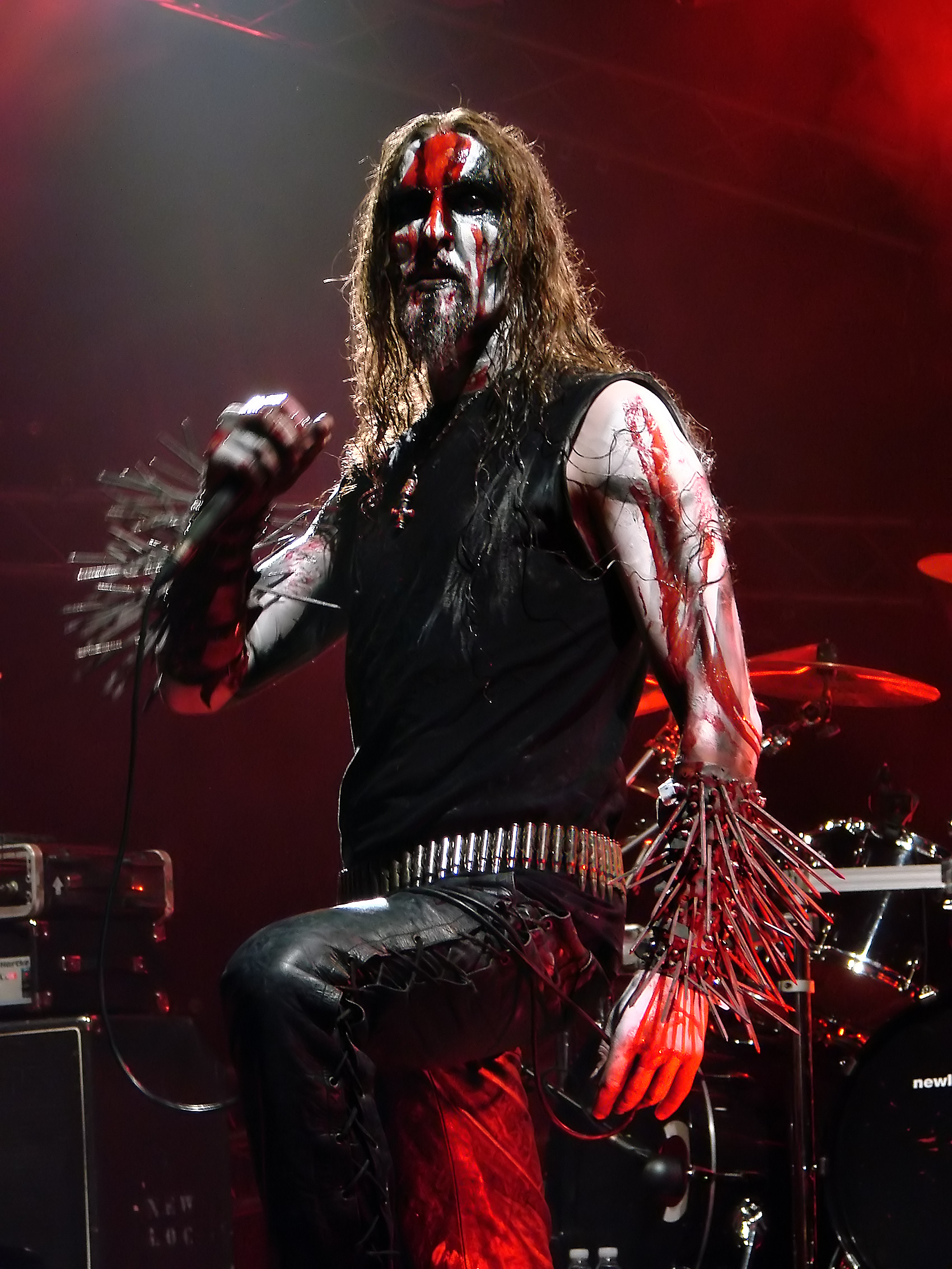
Gaahl, fostul solist al formației Gorgoroth, live la festivalul Hellfest 2009. Imagistica utilizată reprezintă o paradigmă pentru formațiile de black metal.

Black metalul tradițional tinde să favorizeze vocile ascuțite și dure care includ tehnici precum screamingul, snarlingul și shriekingul, un stil influențat de solistul Quorthon din Bathory. Growlingul, comun formațiilor de death metal, este utilizat uneori, însă mult mai rar decât shriekingul caracteristic black metalului. Versurile acestui gen atacă valorile creștine și alte instituții religioase, deseori prin folosirea limbajului apocaliptic. Versurile satanice sunt tipice, multe dintre formații considerându-le esențiale. Pentru artiștii sataniști din black metal „melodiile trebuie să fie asemenea predicilor calviniste; încercări serioase de a uni adevărații credincioși”. Mizantropia, catastrofa globală, războiul, moartea, distrugerea și renașterea reprezintă alte teme comune. Un alt subiect pe care îl regăsim des în versurile din black metal este lumea naturală alături de fenomenele și aspectele sale sălbatice și extreme, în special sălbăticia, pădurile, munții, iarna, furtunile și viscolele. Genul are de asemenea și o fascinație față de trecutul îndepărtat. Numeroase formații redactează despre mitologia și folclorul propriului popor și promovează o reînviere a tradiților păgâne, pre-creștine. Un număr semnificant de grupuri își scriu versurile în limba nativă și puține - de exemplu, Arckanum - utilizează versuri în limbi arhaice.

### Imagistica și spectacolul
Multe formații aleg să nu cânte live. Majoritatea celor care o fac susțin că aceste concerte „nu sunt destinate divertismentului sau spectacolelor. Sinceritatea, autenticitatea și extremitatea sunt valorificate mai presus de orice”. Unele formații își consideră propriile concerte ca fiind ritualuri și utilizează deseori recuzită. Grupuri precum Mayhem  și Gorgoroth sunt cunoscute pentru concertele controversate care implică capete de animale trase în țeapă, arme medievale, cruci întoarse și membri udați cu sânge de animal. O parte din soliști, precum Dead, Maniac și Kvarforth, sunt cunoscuți pentru actele de automutilare pe care le realizează în timpul concertelor.
Artiști genului apar deseori îmbrăcați în negru cu bocanci militari, curele din gloanțe, brățări cu țepi și cruci întoarse și pentagrame, simboluri care accentuează pozițiile anticreștine și antireligioase. Cu toate acestea, elementul care iese întotdeauna în evidență este folosirea corpse paintului - vopsea albă și neagră, uneori amestecată cu sânge fals sau real, utilizată cu scopul de a crea o înfățișare demonică sau cadaverică. Imagistica genului reflectă versurile și ideologia acestuia. La începutul anilor 1990, mare parte din pionieri avea coperte de album simpliste alcătuite din imagini și/sau versuri alb-negru xeroxate. Acest fapt reprezenta o reacție față de formațiile de death metal care la momentul respectiv au început să folosească culori deschise pe copertele albumelor. Mulți artiști puriști ai black metalului au rămas fideli stilului. Albumele de black metal sunt în general întunecate și tind să fie atmosferice și provocatoare; unele implementează peisaje naturale sau fanteziste - de exemplu, cel de-al patrulea albumul al formației Burzum, „Filosofem”, sau albumul celor de la Emperor „In the Nightside Eclipse” - în timp ce altele sunt violente, profanatoare, iconoclaste sau sexual transgresive - de exemplu, albumul celor de la Marduk, „Fuck Me Jesus”, respectiv „In Sorte Diaboli” al celor de la Dimmu Borgir.

### Producția
Primele formații de black metal aveau resurse limitate, astfel majoritatea înregistrărilor erau realizate în locuințe sau subsoluri unde s-a creat acea calitate lo-fi specifică black metalului. Totuși, chiar și atunci când au început să aibă succes și acces la echipament profesionist, mare parte din artiști au continuat să producă înregistrări lo-fi afirmând că astfel vor rămâne fideli originii underground a genului și vor putea produce în continuare muzică mai „brutală” și mai „rece”. Un foarte cunoscut exemplu este albumul „Transilvanian Hunger” al celor din Darkthrone, formație despre care editorul revistei Terrorizer, Johnathan Selzer, menționa că „reprezintă aspectul DIY al black metalului”. Mai mult, producția lo-fi a fost utilizată cu scopul de a ține genul departe de fanii muzicii comerciale și de fanii prefăcuți. Mulți au declarat că black metalul a fost creat doar pentru cei care faceau parte din scenă și nu pentru un auditoriu mai extins. Solistul Gaahl afirma la începutul carierei că „black metalul nu trebuia să aibă un public, era doar pentru propria noastră satisfacție”.

## Istoria
Istoria convențională a genului este creată de pionierii genului - Venom, Bathory și Hellhammer - care conturează primul val, respectiv de cel de-al doilea val caracterizat de faptele și albumele formațiilor norvegiene de la începutul anilor 1990 - sinuciderea lui Dead, formarea scenei norvegiene de către Euronymous și albumul A Blaze in the Northern Sky al celor din Darkthrone. Există și persoane care susțin că albume precum I.N.R.I. al formației Sarcófago și Worship Him al celor din Samael au dat naștere celui de-al doilea val.

### Origini
Tematica ocultă și satanică era prezentă în versurile unor grupuri muzicale de heavy metal precum Black Sabbath sau Coven încă de finalul anilor 1960. În târziul anilor '70, stilul dur și agresiv caracteristic formației britanice Motörhead a început să devină popular. Numeroase formații de black metal din primul val au numit grupul lui Lemmy printre formațiile care i-au influențat. În aceași perioadă, punk rockul a devenit notoriu și a contribuit la formarea sunetului specific genului. Solistul Celtic Frost, Tom G. Warrior, a descris grupul de hardcore punk Discharge drept „o revoluție în stilul Venom”, menționând că „Atunci când am ascultat primele două albume ale celor din Discharge, am fost uimit. Tocmai începusem să cânt la un instrument și nu știam că poți progresa atât de mult”. Utilizarea corpse paintului în imagistica genului a fost influențată în principal de formația americană de glam rock Kiss.

### Primul val

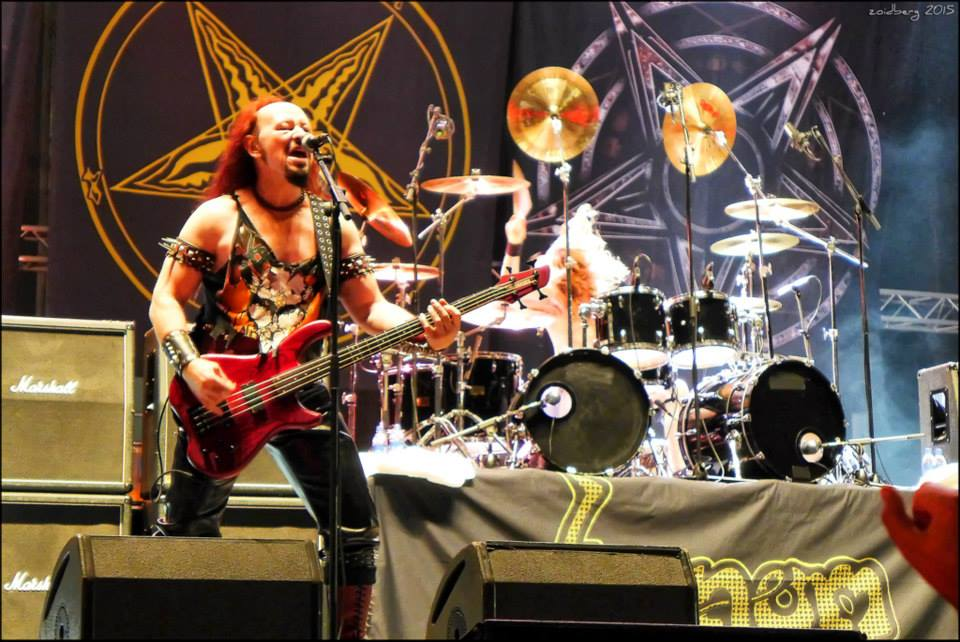
Venom în cadrul festivalului San Metal Open Air 2013

Primul val de formații black metal se referă la acele formații din perioada anilor 1980 care au influențat sunetul black metalului și au creat un prototip pentru gen. Deseori erau formații caracterizare de elemente din speed metal sau thrash metal. Termenul de „black metal” a fost utilizat pentru prima dată de către formația de origine englezăVenom, cel de-al doilea album al acestora fiind intitulat „Black Metal” (1982). Deși erau considerați thrash metal mai degrabă decât black metal după standardele actuale, versurile și imagistica albumului aveau tematica anticreștină și satanică mult mai accentuată. Stilul era rapid, melodiile nu erau modificate în vederea obținerii unei calități mai bune, iar ehnica vocală utilizată era asemănătoare gruntingul. Mai mult, membrii Venom au adoptat și pseudonime, o practică care va deveni extrem de răspândită pe scena black metal. O altă influență importantă asupra genului a avut-o formația de origine suedeză Bathory. Întemeiată de Thomas Forsberg - cunoscut sub pseudonimul Quorthon -, aceasta a dezvoltat un „arhetip pentru black metalului scandinav”. Pe lângă muzica întunecată, rapidă, distorsionată, de calitate lo-fi și cu tematică anticreștină, Quorthon reprezintă și primul artist care a folosit tehnica vocală numită shrieking, tehnica care va ajunge să definească genul. Formația a interpretat în acest stil pe primele patru albume: Bathory (1984), The Return of the Darkness and Evil (1985), Under the Sign of the Black Mark (1987) și Blood Fire Death (1988). Începând cu cel de-al patrulea album, respectiv cu următoarele două, Bathory va da naștere unui alt stil muzical care va devenit cunoscut sub denumirea de viking metal. Elvețienii din Hellhammer „compuneau muzică dură și brutală” cu versuri satanice, devenind astfel o influență majoră asupra dezvoltării târzii a genului; „Riffurile simple, dar eficace și sunetul rapid al chitarelor erau inovatoare, anticipând sunet specific death metalului suedez”. În  anul 1984, membrii Hellhammer au creat proiectul Celtic Frost, a cărei muzică „explora teritorii mai orchestrale și mai experimentale. De asemenea, versurile au devenit mai personale, cu subiecte privitoare la sentimente și povești mărețe. Însă pentru câtiva ani, Celtic Frost a fost una dintre cele mai extreme și originale formații de metal, cu un impact major asupra scenei black metal a anilor '90”.
Formația daneză Mercyful Fate a influențat scena norvegiană prin versurile și imagistica acestora. Liderul formației, King Diamond, care a adoptat un machiaj morbid în alb-negru, ar putea fi unul dintre cei care au influențat corpse paintul. Alți artiști care au adoptat o astfel de imagistică au fost Misfits, Celtic Frost și formația braziliană de extreme metal Sarcófago. Alți muzicieni care fac parte din această mișcare sunt Kreator, Sodom, Destruction, Bulldozer și Death SS. În 1987, în cel de-al cincilea număr al revistei Slayer, Metalion afirma că „ultimul trend de formații black metal/satanice pare să fi ajuns la sfârșit”, tradiția fiind continuată de o serie de formații precum Incubus și Morbid Angel din Statele Unite, Sabbat (Marea Britanie), Tormentor (Ungaria), Sarcófago (Brazilia), Grotesque și Treblinka/Tiamat. Alte formații de pre-black metal ar fi Sabbat (Japonia), Parabellum, Salem și Mortuary Drape. Formația japoneză Sigh, înființată în 1990, erau în contact regulat cu artiști scenei norvegiene. Albumul lor de debut, Scorn Defeat, a devenit „un clasic în lumea black metalului”. În anii precedenți apariției scenei black metal din Norvegia, înregăstrări mai importante au fost lansate de către Root și Master's Hammer (Cehoslovacia), Von (SUA), Rotting Christ (Grecia), Samael (Elveția) și Blasphemy (Canada), al căror album de debut - Fallen Angel of Doom (1990) - este considerat unul dintre cele mai influente în dezvoltarea genului war metal. Membrul formației Darkthrone, Fenriz, a numit albumul celor din Master's Hammer drept „primul album de black metal norvegian, chiar dacă aceștia sunt din Cehoslovacia”.
În anii 1990 și 1991, formațiile de metal nord-europene au început să lanseze materiale influențate de către formațiile anterior menționate sau de către cele din primul val. În Suedia avem grupuri muzicale precum Marduk, Dissection, Nifelheim și Abruptum. În Finlanda a luat naștere o scenă care combină elemente din genurile death metal și grindcore cu elemente din primul val de black metal; caracteristice pentru această scenă sunt formațiile Beherit, Archgoat și Impaled Nazarene a cărei album de debut a contribuit enorm la formarea genului war metal. Formații precum Demoncy și Profanatica au apărut în aceeași perioadă în Statele Unite. Concertul formației Mayhem din Leipzig alături de Eminenz și Manos în 1990 a avut extrem de multă influență asupra scenei estice germane și este considerat în mod neoficial începutul scenei germane de black metal.

### Al doilea val
Cel de-al doilea val de formații black metal își are originea în Norvegia anilor 1990. Între 1990 și 1993 un grup de artiști au început să producă, să interpreteze live și să lanseze un nou tip de black metal; reprezentați de Mayhem, Thorns, Burzum, Darkthrone, Immortal, Satyricon, Emperor, Enslaved, Carpathian Forest sau Gorgoroth, aceștia au dezvoltat stilul specific celor din Venom sau Hellhammer în ceva mult mai distinct. Acest lucru a fost posibil datorită unui nou mod de a cânta la chitară, mod caracteristic lui Euronymous din Mayhem, respectiv lui Blackthorna Ruch din Stigmă Diabolicum/Thorns. Alți membri ai scenei norvegiene vor ajunge să răspândească genul prin crimele și controversele în care vor fi implicați, în special incendierea bisericilor și prin omucideri. Totalitatea reprezentanților erau mari opozanți ai creștinismului și ai religiilor organizate. În interviurile de la începutul anilor '90, majoritatea se caracterizau drept mizantropi, sataniști care doreau să răspândească ura, durerea și răul. Întrebat de ce afirmațiile au fost date exact mass-mediei, Ihsahn, liderul formației Emperor a declarat că acestea aveau ca scop „răspândirea fricii printre oameni” și să demonstreze că societatea avea „inamici”.
În intervalul mai-iunie 1991, chitaristul Euronymous (Mayhem) a deschis un magazin independent de înregistrări denumit Helvete (no: Iad) în Oslo. Imediat după intrarea pe piață, a devenit focarul scenei black metal și un locul unde se întâlneau majoritatea artiștilor; în special membri ai Mayhem, Burzum, Emperor și Thorns. Jon 'Metalion' Kristiansen, publicist în cadrul revistei Slayer, a afirmat că apariția magazinului Helvete a inspirat „creația întregii scene black metal din Norvegia”. În subsolul clădirii, Euronymous a întemeiat un studio de înregistrări numit Deathlike Silence Productions. Odată cu creșterea popularizării formațiilor, succesul chitaristului Mayhem pe scena underground a influențat decizia altor studiouri de înregistrări să înceapă producția de materiale black metal.

Per Yngve Ohlin, cunoscut sub pseudonimul „Dead”, a fost solistul formației Mayhem între anii 1988-1991.

#### Sinuciderea lui Dead
Pe 8 aprilie 1991, vocalistul Mayhem Per Yngve Ohlin (cunoscut sub pseudonimul „Dead”) se sinucide într-o casă pe care toți membrii formației o împărțeau. Prietenii săi îl caracterizau drept ciudat, introvertit și depresiv. Înainte să urce pe scenă se pregătea în așa fel încât să arate ca un cadavru și se tăia pe mâini în timp ce cânta. Toboșarul Mayhem, Hellhammer, a declarat că Dead era „prima persoană a cărui model de corpse paint s-a răspândit pe scena genului”. Imediat după incident, Ohlin a fost găsit cu încheieturile tăiate și cu o rană imensă la cap, cauzată de o pușcă de vânătoare. Arma îi aparținea chitaristului Mayhem Euronymous, lucru care a creat controverse, unii crezând că a fost lăsată acolo special pentru Dead. În scrisoarea pe care a scris-o înainte să comită suicid se scuza de folosirea armei în interiorul casei. Ultimele cuvinte au fost: „Scuzați sângele”. Înainte să fie anunțată poliția, Euronymous a achiziționat o cameră foto de la un magazin din apropiere și a fotografiat cadavrul, după ce a făcut puține modificări contextuale. Una dintre fotografii avea să fie utilizată drept copertă pentru albumul live Dawn of the Black Hearts. În timp, s-au răspândit zvonuri că Euronymous ar fi făcut tocană, folosind părți din creierul lui Dead, și lanțuri din bucăți de craniu. Acesta ar fi dat unele lanțuri altor artiști de pe scena black metal pe care-i considera de încredere. S-a folosit de sinuciderea lui Dead pentru a accentua imaginea satanică a formației și a declarat că Ohlin s-a sinucis pentru că metalul extrem a devenit comercial și „la moda”. Basistul formației, Necrobutcher afirma că „oamenii au devenit mai conștienți de existența black metalului după sinuciderea lui Dead[...]Cred că sinuciderea sa a fost cea care a schimbat scena”. Alți doi membri ai comunității black metal se vor sinucide mai târziu: Erik „Grim” Brodreskift (Immortal, Borknagar, Gorgoroth) în 1999 și Espen Storm Andersen (Strid) în 2001.

#### Incendierea bisericilor

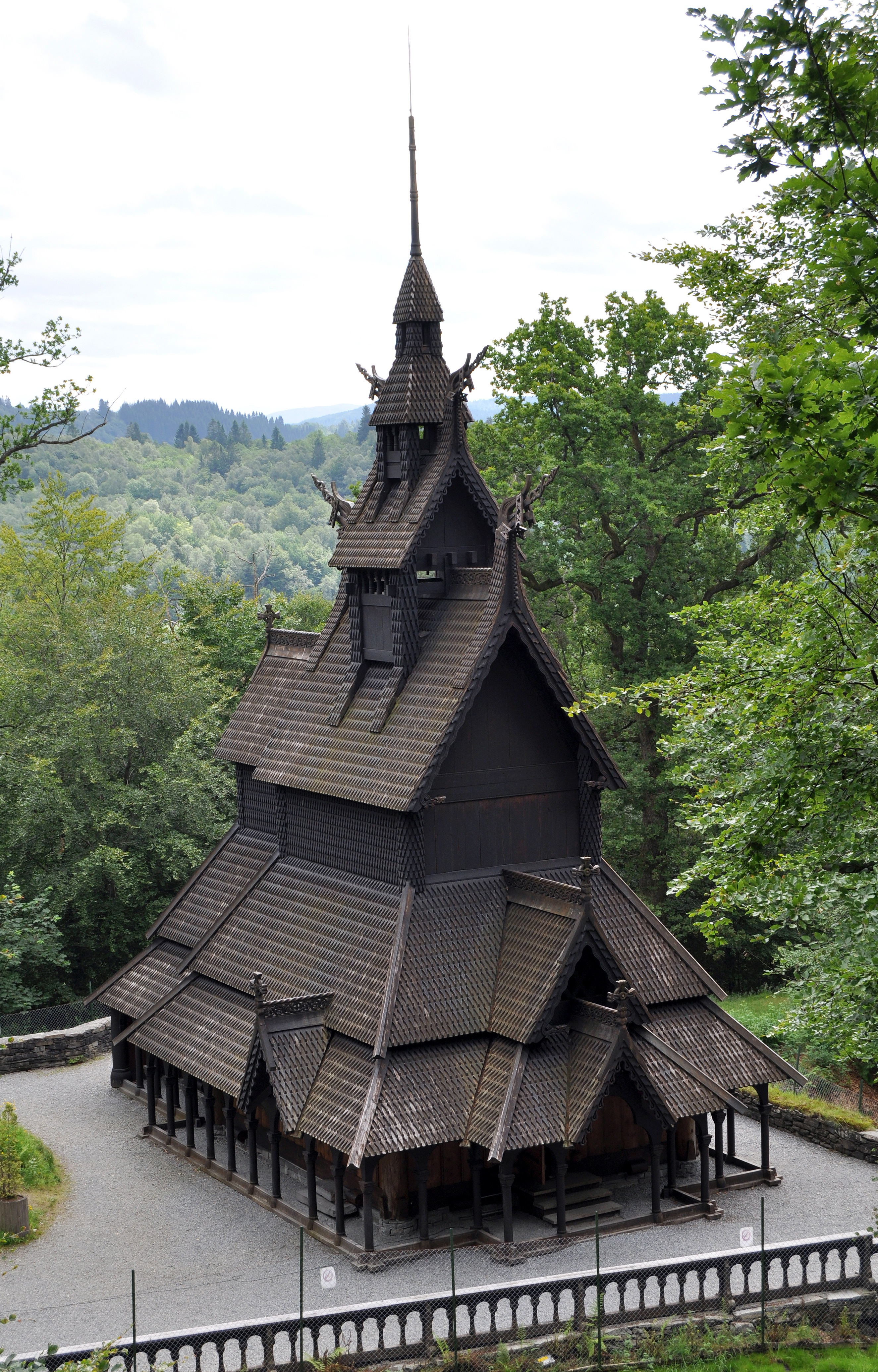
Biserica de lemn din Fantof, incendiată pe data de 6 iunie 1992 și reconstruită integral în 1997. Varg Vikernes a fost considerat principalul suspect, însă din lipsa de dovezi nu a fost găsit vinovat.

Artiștii și fanii scenei black metal au fost vinovați de incendierea a peste 50 de biserici creștine în Norvegia din iunie 1992 până în 1996. Unele au fost construite acum sute de ani și erau considerate importante repere istorice. Una dintre cele mai impresionante a fost biserica din lemn Fantoft; poliția îl suspectează pe Varg Vikernes din Burzum ca fiind vinovat pentru incendierea acesteia. Coperta de pe albumul Burzum, Aske, (no: cenușă) este o fotografie a bisericii Fantoft imediat după distrugere. În mai 1994, Vikernes a fost găsit vinovat pentru incendierea capelei Holmenkollen, a bisericii Skjold și Asane. Acesta, împreună cu Euronymous, a vrut să distrugă Catedrala Nidaros pentru a coincide cu lansarea albumul De Mysteriis Dom Sathanas, pe coperta căruia apărea construcția. Artiști precum Faust, Samoth (Emperor) sau Jorn Inge Tunsberg (Hades Almighty) au fost condamnați pentru incendierea unor biserici. Membrii scenei suedeze au început să incendieze biserici din anul 1993. Majoritatea celor care au fost vinovați de aceste acțiuni aveau legătură cu mișcarea anti-creștină din Norvegia. Toboșarul Mayhem, Hellhammer, a declarat că a incitat la atacuri asupra moscheelor și templelor Hindu. Astăzi, opiniile privitoare la incendierea bisericilor sunt împărțite. Chitaristul Infernus și fostul vocalist Gaahl al formației Gorgoroth au afirmat în diferite interviuri că susțin această practică. Spre deosebire de aceștia, Necrobutcher și Kjetil Manheim din Mayhem au condamnat aceste acțiuni. Vocalistul Watain, Erik Danielsson, declara într-un interviu că îi respectă pe atacatori, însă „au distrus doar ultima rămășiță de creștinism din ei înșiși și nimic mai mult”.
O listă parțială a incendierilor care au avut loc de-a lungul anilor '90: 
1992: 
- 23 mai: incendierea bisericii Storetveit în Bergen[132].
- 6 iunie: incendierea bisericii Fantoft în Bergen - Varg Vikernes este suspectul principal[132].
- 1 august: incendierea bisericii Revheim în Stavanger[132].
- 21 august: incendierea capelei Holmenkollen în Oslo[132] - Varg Vikernes și Faust au fost acuzați în acest caz; și Euronymous a participat, însă a fost ucis înainte să poată fi pus sub acuzare[133][134].
- 1 septembrie: incendierea bisericii Ormøya în Oslo[132].
- 13 septembrie: incendierea bisericii Skjold în Vindafjord[132] - Varg Vikernes și Samoth au fost acuzați în acest caz.
- 3 octombrie: incendierea bisericii Hauketo în Oslo[135].
- 24 decembrie: incendierea bisericii Âsane în Bergen - Varg Vikernes și Jorn Inge Tunsberg au fost acuzați[136].
- Biserica de lemn din Fantof, incendiată pe data de 6 iunie 1992 și reconstruită integral în 1997. Varg Vikernes a fost considerat principalul suspect, însă din lipsa de dovezi nu a fost găsit vinovat. 25 decembrie: incendierea unei biserici metodiste în Sarpsborg - un pompier și-a pierdut viața încercând să oprească incendiul[136].

1993:
- 7 februarie: incendierea bisericii Ludby în Göteborg, Suedia[137].

1994:
- 13 martie: incendierea unei biserici în Sund[138].
- 27 martie: incendierea bisericii Seegård în Snertingdal[138].
- 16 mai: tentativă de incendiere a bisericii Gol în Buskerud[138].
- 17 mai: tentativă de incendiere a capelei Âmodt în Buskerud[138].
- 4 iunie: incendierea bisericii Frogn în Drøbak[138].
- 19 iunie: tentativă de incendiere a bisericii Heni în Gjerdrum[138].
- 7 iulie: incendierea unei biserici în Jeløy[138].
- 21 iulie: tentativă de incendiere a bisericii Odda[138].
- 13 august: tentativă de incendiere a capelei Loop în Meldal[138].
- 10 decembrie: tentativă de incendiere a bisericii Âkra[138].
- 22 decembrie: tentativă de incendiere a bisericii Askim[138].
- 26 decembrie: tentativă de incendiere a bisericii Klemestrud[138].

1995:
- 13 mai: incendierea bisericii Lord în Telemark[139].
- 25 mai: incendierea bisericii Såner în Vestby[139].
- 13 iunie: incendierea bisericii Moe în Sandefjord[139].
- 21 iulie: tentativă de incendiere a unui colegiu bisericesc în Eidanger[139].
- 3 septembrie: tentativă de incendiere a colegiului bisericesc Vågsbydg în Oddrnes[139].
- 3 noiembrie: incendierea bisericii Innset în Rennebu[139].

#### Omuciderea lui Euronymous
La începutul anului 1993, neînțelegerile dintre Euronymous și Vikernes se intensificau. În noaptea din 10 august 1993, Varg Vikernes (Burzum) și Snorre Blackthorn Ruch (Thorns) au condus din Bergen până la apartamentul lui Euronymous din Oslo. Când au ajuns, o avut loc o altercație între liderul Burzum și chitaristul Mayhem, cel din urmă fiind înjunghiat mortal. Corpul său a fost găsit pe scările dinafara apartamentului, prezentând 23 de lovituri de cuțit a două la nivelul capului, cinci la nivelul gâtului, respectiv șaisprezece în spate. S-a speculat că omuciderea a fost cauzată fie de neînțelegerile financiare legate de înregistrările Burzum, fie de lupta pentru putere pe scena genului, fie de încercarea lui Faust de a a-l ucide pe Vikernes la Lillehammer cu un an în urmă. Liderul Burzum a respins toate declarațiile, susținând că l-a atacat pe Euronymous în legitimă apărare. Chitaristul Mayhem și-ar fi propus să-l imobilizeze, folosindu-se de un pistol cu electroșocuri, să-l lege de un scaun și să-l tortureze până la moarte în timp ce îl înregistra video. Semnarea unui contract în cadrul unei întâlniri părea să fie ambuscada. În noaptea crimei, Vikernes a afirmat că dorea să-i dea acestuia contractul semnat și să-l spună „să meargă dracului”, dar Euronymous s-a panicat și l-a atacat. De asemenea, a menționat că majoritatea rănilor de pe corpul lui Euronymous erau cauzate de sticla spartă pe care acesta a căzut în timpul altercației. Teoria „apararii legitime” este pusă la îndoială de Faust și alți membri ai scenei.Vikernes a fost arestat pe 19 august 1993 în Bergen. Alți reprezentanți ai scenei au fost interogați aproape în aceeași perioadă. Unii dintre ei și-au mărturisit crimele și au făcut publice nume ale celor implicați. În data de mai 1994, Vikernes a fost condamnat la 21 de ani în închisoare (pedeapsa maximă în Norvegia) pentru crimă, pentru incendierea a patru biserici și pentru furtul, respectiv deținerea a 150 kg de material explozibil. Totuși, acesta a admis-o doar pe cea din urmă. Două biserici au fost incendiate în ziua în care a fost condamnat, evenimentele fiind considerate „un sprijin simbolic”. Vikernes a zâmbit în momentul în care a auzit verdictul. Blackthorn a fost și el condamnat la 8 ani de închisoare pentru complicitate la omucidere. În aceeași lună a fost lansat și albumul De Mysteriis Dom Sathanas, în care interpreta Euronymous la chitară și liderul Burzum la chitară bas. Înainte ca albumul să fie lansat, familia lui Euronymous l-a rugat pe toboșarul Mayhem să elimine partea de chitară bas a lui Vikernes de pe înregistrare. Hellhammer a afirmat mai târziu că „este un lucru normal că victima și ucigașul să fie pe aceeași înregistrare. Am spus că voi reînregistra partea de chitară bas, dar n-am făcut-o”. În 2003, Vikernes a fost eliberat pentru puțin timp din închisoare, însă nu s-a mai întors. A fost capturat la scurt timp într-o mașină furată, deținând diferite arme. Acesta a fost eliberat condiționat în 2009.

### Al doilea val în afara Norvegiei
Black metalul a fost caracteristic Europei în general, nu doar Norvegiei. În anii 1990, inspirați de către scena norvegiană sau de formațiile pre-black metal, au început să apără de-a lungul continentului noi formații. În Polonia, scena era dominată de Graveland și Behemoth. Francezii și-au constituit un grup numit Les Legions Noires (ro: Legiunea Neagră) din care făceau parte Mutiilation, Vlad Țepeș, Belketre și Torgeist. În Belgia erau Ancient Rites și Enthroned. Alte formații au fost Black Funeral, Grand Belialas Key și Judas Iscariot, caracteristice scenei americane. În Anglia anilor 90, în urma lansării a 3 demouri într-un stil black/death metal cu influențe simfonice, urmate fiind de un album de studio, considerat avangardist prin fuziunea black metal și gotic metal, apare pe piața muzicală Cradle of Filth. Formația va renunța într-un final la black metal în favoarea celui gotic, devenind una dintre cele mai de succes formații de extreme metal. Altă formație de origine engleză, Necropolis, deși nu a lansat niciun album, au ajuns cunoscuți din cauza distrugerilor de morminte și biserici, fapte care au dus la interzicerea black metalului în Marea Britanie. De asemenea, controversele din jurul formației Absurd au atras atenția scene black metal din Germania. În 1993, membrii acesteia au ucis un băiat, pe nume Sandro Beyer, în școala în care învățau. Poza mormântului lui Beyer apare pe coperta demoului Thuringian Pagan Madness, alături de afirmații pro-naziste. Acesta a fost înregistrat în pușcarie și lansat în Polonia de toboșarul lui Graveland, Capricornus. Totuși, primele înregistrări ale formației au fost influențate mai mult de Oi! și Rock Against Communism decât de black metal și considerat mai degrabă aasemenea garage punkului anilor 60”. Alexander von Meilenwald, membru al formației Nagelfar, a indicat albumele Circle of the Seven Infernal Pacts de Ungod, Lost în the Ages de Desaster, Wolfenzeitalter de Tha-Norr, Weltengager de Lunar Aurora și 666 de Katharsis drept cele mai influente albume pentru scena black metal din Germania.

### După cel de-al doilea val
La începutul celui de-al doilea „val”, fiecare scenă și-a dezvoltat propriul stil, după cum relatează și Alan Averiil: „Aveai scena grecilor, a finlandezilor, a norvegienilor, apoi aveai formațiile germanilor, ale elvețienilor și așa mai departe”. Până la mijlocul anilor 90, influența norvegienilor a fost imensă, stilul fiind adoptat de numeroase formații din jurul lumii. În 1998, jurnalistul publicației Kerrang!, Malcom Dome, declara că „black metalul, așa cum îl știm în 1998, este datornic Norvegiei, respectiv Scandinaviei, mai mult decât oricărei alte tari”. Noile formații care apăreau pe scenă au început să producă muzică de o calitate superioară și să introducă instrumente orchestrale și sintetizatoare. Pe parcursul acestor ani, multe formații din undergroundul norvegian au devenit comerciale (Emperor, Immortal, Dimmu Borgir, Ancient, Satyricon). După moartea lui Euronymous, „unele formații au aspirat mai mult către viking metal, în timp ce altele s-au scufundat în abis”. Din 1993, scena suedeză era vinovată pentru o serie de incendieri de biserici, distrugeri de morminte și alte acte violențe. În 1995, Jon Nodtveidt din Dissection se înscrie în Misanthropic Luciferian Order. In 1997, el împreună cu alt membru MLO sunt arestați și acuzați de uciderea unui bărbat în vârstă de 37 de ani. S-a relatat că individul a fost ucis „din furie” deoarece îi jignea pe cei doi. Nodtveidt a fost atunci condamnat la 10 ani de închisoare. Când s-a descoperit că victima era un imigrant homosexual, Dissection au fost acuzați de nazism, dar liderul a respins toate acuzațiile legate de rasism și naționalism. Formația suedeză Shining, fondată în 1996, au abordat de la bun început subiecte tabuu, precum sinuciderea și depresia, aceștia inspirându-se din materialele lansate de Strid și de albumele Hvis lyset tar oss și Filosofem de Burzum. Vocalistul Niklas Kvarforth dorea „sa-și hraneasca” fanii cu „versuri și imagistică despre suicid și automutilare”. Formația Shining a fost prima formație etichetată cu termenul de „suicidal black metal”. În ciuda acestui fapt, termenul a fost respins în 2001, deoarece era folosit de o serie de formații despre care Kvarforth spunea că nu înțeleg orientarea genului și foloseau muzica asemenea unei terapii, în loc să o folosească împotriva ascultătorului, așa cum dorea liderul Shining.
După afirmațile lui Erik Danielsson, când formația sa, Watain, s-a format în 1998, erau foarte puține formații care luau în serios black metalul așa cum au făcut-o cele norvegiene. O nouă generație de formații suedeze sataniste, precum Watain și Ondskapt, probabil inspirate de Ofermod, noua formație Nefandus, au pus scena „intr-o lumina noua”. Kvarforth declara în acea perioadă că „oamenii par să înceapă să simtă frica din nou”. Olson aducea la cunosinta că „actuala scenă suedeză de black metal are o înțelegere articulată și particular ambițioasă a misticismului și a valorii sale pentru acest gen. Multe formații de black metal de origine suedeză, în special Watain și Dissection, au fost sau sunt afiliate cu Temple of the Black Light (ro: Templul Luminii Întunecate), sau cu Misanthropic Luciferian Order[...] o organizație teistă, gnostică, satanistă cu sediul în Suedia”. În 2004, Jon Nodtveidt a revenit în Dissection alături de alți membri, membri pe care-i considera „suficienți de puternici încât „sa susțină și să fie pe măsura conceptului satanist din spatele Dissection”. Și-a caracterizat formația drept „propaganda a MLO” și a lansat cel de-al treilea album, Reinkaos. Versurile conțineau formule magice din Liber Azerate și sunt bazate pe învățăturile organizației. După lansarea albumul și o serie de concerte, Nodtveidt a declarat că „a atins punctul în care muzica îl limitează în exprimare”, ca apoi să dizolve conceptul Dissection și să comită suicid. O parte din underground a adoptat o interpretare jungiana a incendierii bisericilor și a altor acte violente ale scenei, văzându-le drept o reîntoarcere la arhetipul antic, această interpretare fuzionând cu păgânismul și cu naționalismul. Varg Vikernes era văzut ca un mesia ideologic de către unii, deși el s-a disociat de black metal și neo-nazismul nu are nimic de-a face cu acea subcultură. Acest fapt a condus la apariția genului black metal național socialist, pe care Hendrik Mobus din Absurd îl numea „concluzia logica” a mișcării norvegiene. Alte părți ale scenei s-au opus acestui curent deoarece era împotrivă satanismului. De asemenea, îl priveau cu indiferență și scepticism. Membrii scenei BMNS vedeau în formațiile norvegiene drept niște prefăcuți cu o „ideologie ieftina”, deși își păstrau respectul pentru Vikernes și Burzum.

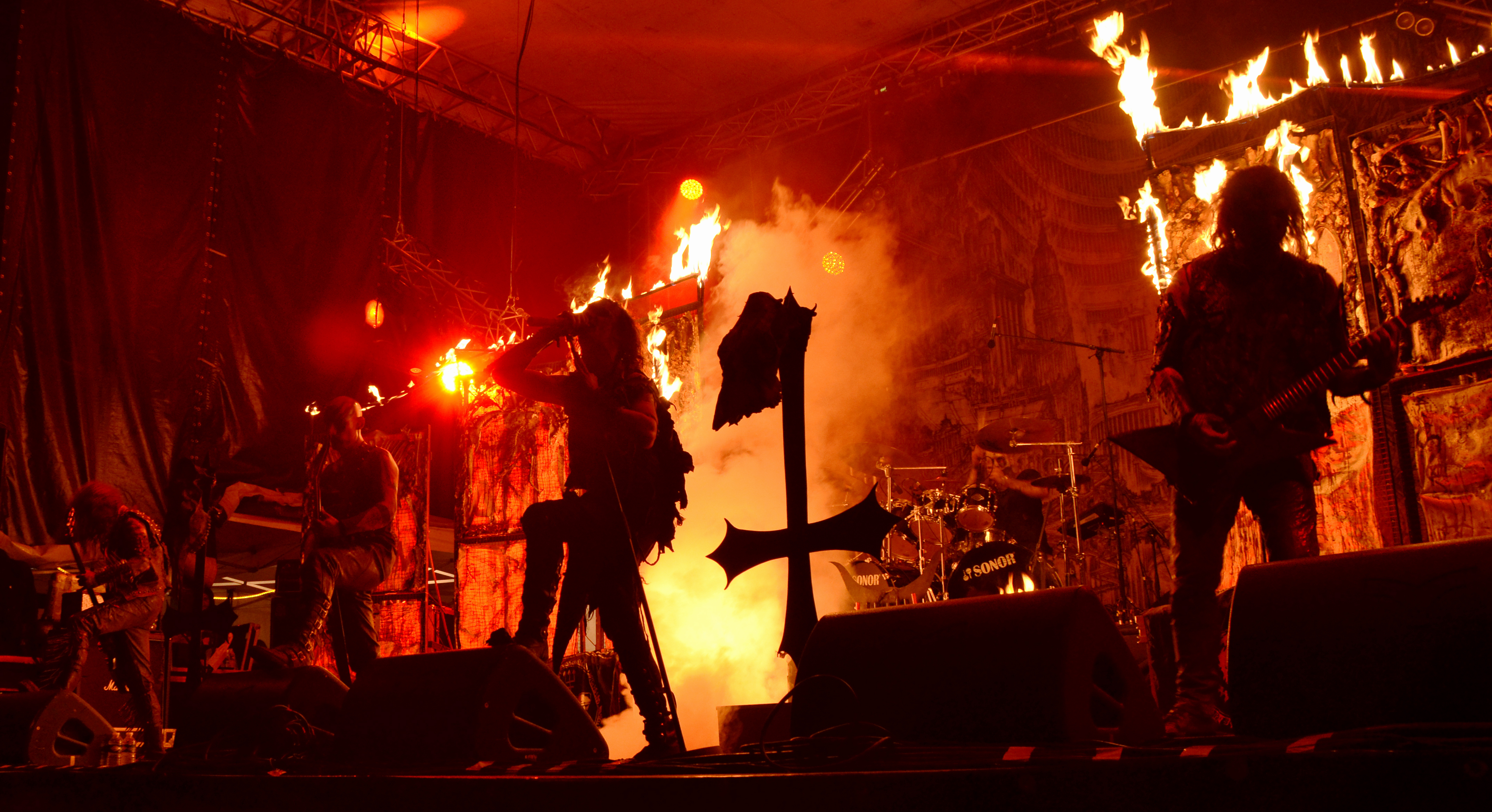
Formația Watain live în cadrul festivalului Fall of Summer din Torcy, lângă Paris.

În Franța, pe lângă Les Legions Noires (ro: Legiunea Neagră), o scenă de formații de BMNS a început să apăra. Membrii formației Funeral au distrus un mormânt în Toulon în iunie 1996, și un fan black metal în vârstă de 19 ani a înjunghiat fatal un preot în Mulhouse în Seara de Ajun a aceluiași an. MkM din Antaeus afirma că prima scenă franceză „era ușor de despărțit: ori erai de partea național socialiștilor și aveai sprijinul publicului și revistei, sau faceai parte din legiunile întunecate și aveai o aură a cultului”. Multe formații de origine franceză, precum Deathspell Omega și Aosoth, au adoptat elemente avangardiste și un sunet distorsionat care să fie reprezentativ pentru scenă. În Australia, scena era dominată de Destroyer 666, Vomitor, Hobbeas Angel of Death, nocturnal Graves și Gospel of the Horns. Stilul era o fuziune între black metalul și thrash metalul dur influențat de Celtic Frost, Bathory, Venom și Sodom, dar și cu elemente proprii. În Sicilia, scena metalului a fost construită de oameni precum Agghiastru, Rosario Badalamenti și nadur. Aceștia au decis să-și folosească limba nativă în versuri și au adoptat muzica folk mediteraneană, respectiv rock progresiv italian specific anilor 70. Aceste combinații vor crea „sunetul black metalului mediteranean” la mijlocul anilor 90, stil care se regăsește la Moonspell și Nightfall.
Pe scena americană, formațiile au rămas în underground. Unele dintre ele - Grand Belialas Key sau Judas Iscariot - s-au alăturat unei organizații internaționale național socialiste numite Păgân Front, deși singurul membru al Judas Iscariot părăsise organizația. Altele, precum Averse Sefira nu s-au asociat cu această mișcare. Formațiile din SUA nu au niciun stil comun. Mulți dintre ei sunt inspirați de Burzum, dar nu au adoptat neapărat ideile lui Vikernes. Muzica celor de la Profanatica este mai apropiată de death metal, în timp ce Demoncy au fost acuzati că îi plagiază pe cei de la Gorgoroth. În schimb, au apărut formații că Xasthur și Leviathan (inspirați de Burzum, dar centrați pe subiectul sinuciderii), Nachtmystium, Krallice, Wolves în the Throne Room (formație asociată cu scena crust punk și cu mișcarea ecologică) și Liturgy. Cele enumerate ulterior au deviat de la generalitățile existente în versurile genului și au respins anumiți artiști din cauza ideologiile pe care le susțin; unele au fost influențate și de genurile post-rock și shoegazing.
Anul 1993 a văzut întemeierea formației Melechesh în Ierusalim, „cu siguranță prima formație anti-creștină existentă în unul dintre cele mai sfinte orase”. Melechesh a pus în practică un black metal, intrând rapid pe genul folk metal odată cu The Siege of Lachish în 1996. Stilul de pe albumele lor era cuprins între granițele black, death și thrash metalului. O altă formație nouă, Arallu, care s-a format spre sfârșitul anilor 90, are legături cu Melechesh și Salem. Cele două au pus bazele așa-zisului „black metal mesopotamian”, un gen de black metal combinat cu muzică folk mesopotamiană.
Odată cu începutul mileniului trei, un număr mare de formații de black metal cu teme anti-religioase și anti-islamice au început să apăra în Orientul Mijlociul.Janaza, considerată drept prima formație irakiană de black metal, formată din fete, a lansat demoul Burning Quran Ceremony în 2010. Liderul acesteia, Anahita, a declarat că părinții și fratele ei au fost uciși într-un atac sinucigaș în timpul Războiului din Irak. Altă formație irakiană, Seeds of Iblis, au lansat materialul de debut în 2011, sub numele de Jihad Against Islam, prin intermediul studioului francez de înregistrări Legion of Death. Acestea, alături de Tadnees (din Arabia Saudita), False Allah (din Bahrain) și Mosque of Satan (din Lebanon), au un stil numit „legiunea arabă anti-islamica”.Altă formație libaneză, Ayat, a atras multe priviri odată cu lansarea albumul de debut, Six Years of Dormant Hatred, lansat prin intermediul studioului de înregistrări american, Moribund Records, în 2008.

## Distincții stilistice
Analizând cultura black metal vom reuși să distingem două grupuri: cei care rămân fideli genului original și cei care introduc elemente progresive. Cel dintâi consideră că muzica trebuie să rămână minimalizată - interpretarea să fie practicată doar cu setul standard de chitară bas și tobe iar înregistrările să fie distorsionate, cu zgomot pe fundal. Unul dintre susținătorii acestei idei este Blake Judd din Nachtmystium, care a respins etichetarea de black metal pentru formația sa din cauza eliminării sunetului specific. Snorre Ruch din Thorns, pe de altă parte, declară că black metalul modern este prea îngust și că nu asta și-ar fi dorit inițiatorii. Începând cu 1990, au apărut diferite stiluri de black metal, iar unele au implementat elemente din alte genuri.
- Black metal ambiental sau black metal atmosferic - reprezintă un stil de black metal care se axează pe implementarea caracterului atmosferic și este mai puțin agresiv decât celelalte. Deseori sunt utilizate instrumente clasice sau sintetizatoare, în special pentru melodie. Muzica avansează de la un ritm ușor la unul mediu, blast beaturile fiind foarte rare, iar schimbările abrupte. Temele versurilor se axează pe natură, folclor, mitologie și introspecție[199]. Formațiile care se regăsesc sub egida acestui gen sunt Agalloch[200], Wolves in the Throne Room[200] și Velvet Cacoon[201].
- Black metal simfonic - este un stil care încorporează elemente orchestrale sau simfonice. Astfel, se pot folosi instrumente precum pianul, vioara, flautul, violoncelul sau orga; timbrul vocal specific operei și chitare cu puține distorsiuni.
- Blackened crust - combinație între black metal și crust punk.[202] Formațiile reprezentative pentru acest subgen sunt Iskra[203], Gallhammer[204], Amebix[202], Fukpig[205], Darkthrone[206] și Skitsystem[207].
- Black 'n' roll reprezintă un stil de black metal care implementează elemente din genurile Speed Metal, Heavy Metal, hard rock, glam rock[208] și rock and roll[209]. Formațiile Kvelertak[210], Vreid[211] și Khold[209][212] sunt caracterizate de acest subgen. Alte grupuri muzicale care au experimentat cu acest stil sunt Satyricon[209][213][214], Darkthrone[215], Nachtmystium[216], Nidingr[217], Craft[209] și Sarke[218].
- Blackened death metal - este o combinație între black metal și death metal[219][220]. Exemplele principale sunt Belphegor[221],Behemoth[222], Akercocke[223] și Sacramentum[224].
- Black-doom sau blackened doom - combinație între black metal și doom metal[225][226]. Exemplele principale sunt Barathrum[227], Forgotten Tomb, Woods of Ypres[228] și Katatonia[229].
- Blackgaze implementează elemente din black metal precum blast beaturile și timbrul vocal ascuțit cu chitarele melodice și puternic distorsionate specifice genului shoegaze.[230] Este asociat cu formații precum Deafheaven[231] și Alcest[232].
- Pagan metal - este un subgen ale cărui imagistică și versuri au ca subiect păgânismul. Formația norvegiană In the Woods... este considerată drept una dintre primele formații de pagan metal[233]. În anii 1990, formații irlandeze precum Cruachan[234] și Primordial[235] , respectiv formația rusă Sataeriel, au început să combine black metalul cu muzica folk irlandeză.
- Post-black metal - este un subgen experimental în care diferite genuri muzicale sunt înglobate în black metal. Formațiile reprezentative sunt Deafheaven[236], Alcest[236] și Altar of Plagues[236].
- Industrial Black Metal este un subgen care implementează elemente de muzică industrială. Mysticum, formată în 1991[237], reprezintă una dintre primele formații de acest gen[238]. Dødheimsgard, Thorns din Norvegia, respectiv Blut Aus Nord, N.K.V.D. și Blacklodge din Franța au fost aclamate datorită încorporării acestor elemente.[239] Alte formații de black metal industrial includ Samael[240], The Axis of Perdition[241], Aborym[242],  și ...and Oceans[243]. Formații precum Ulver, The Kovenant[244] și Mortiis își au originea în scena black metalului norvegian, însă au decis să experimenteze cu muzica industrială.[245][246]
- Viking Metal este caracterizat de teme și versuri cu accent pe mitologia nordică, păgânismul nordic și epoca vikingilor. Avându-și originile în black metal și muzica populară nordică, este în general puternic influențat de cea din urmă. Trăsăturile specifice acestui gen includ un stil încet cu riffuri puternice, coruri, utilizarea instrumentelor tradiționale și a pianului pentru efecte atmosferice. Acest subgen a luat naștere în perioada 1980 - mijlocul anilor 1990, având ca fundament respingere satanismului și a ocultului, respectiv adoptarea păgânismului și a vikingilor în locul creștinismului. Este asemănător metalului păgân înversuri, sunet și imagistică, însă în acesta din urmă are un spectru mitologic mai larg, iar influența instrumentelor folk este mai puternică. Originea acestuia poate fi urmărită până la albumele formației suedeze Bathory, Blood Fire Death (1988) și Hammerheart (1990)[247]. Enslaved, Burzum, Emperor, Storm și Falkenbach reprezintă alte formații care au contribuit la dezvoltarea genului  în anii 1990. În ciuda originii sale în black metal, unele grupuri de death metal precum Unleashed și Amon Amarth sunt caracterizate de acest subgen.
- War metal[248] sau war black metal[156]sau bestial black metal[249]este un gen agresiv și haotic de black metal. Influențele majore sunt Sodom[156][250], Possessed[156], și formații de grindcore, black sau death metal precum Repulsion[156], Autopsy[156], Sarcofago[156][249][251] și primele două albume Sepultura[251]. Exemple de formații war metal sunt Blasphemy[248], Archgoat[156], Impiety[156], In Battle[252] și Zyklon-B[253].

## Ideologia

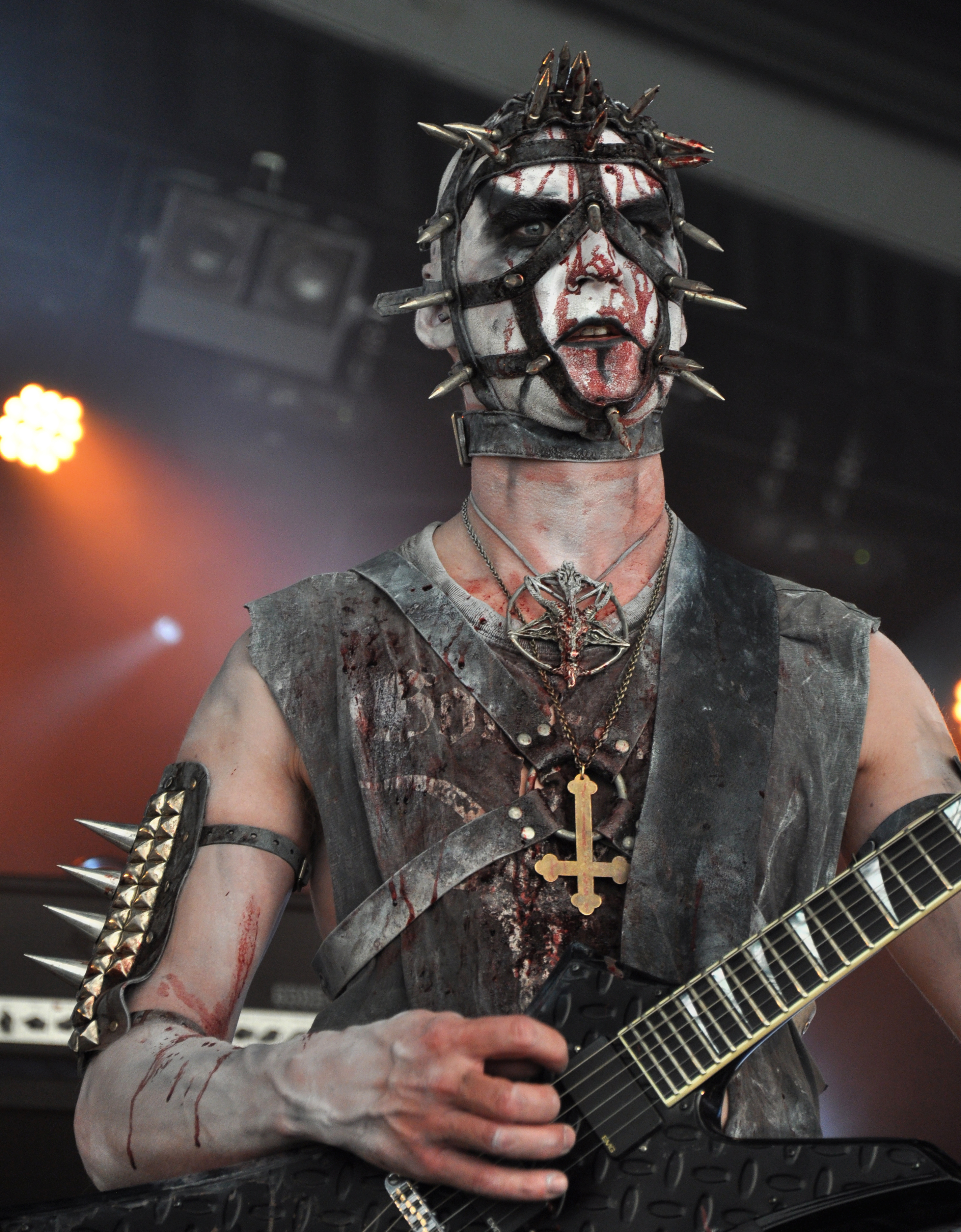
Putem observa imagistica specifică formatiilor de black metal (corpse paint, crucea întoarsă, capul lui Baphomet, îmbrăcămintea de culoare neagră)

Formațiile specifice primului val de black metal aveau imagistica și versurile sataniste, deși cei mai mulți dintre aceștia nu erau sataniști. Abia odată cu dezvoltarea celui de-al doilea val satanismul s-a impus ca ideologie în black metal. Altă parte a scenei a adoptat păgânismul, de cele mai multe ori amestecat cu elemente naționaliste cu toate că primele formații de metal păgân nu s-au considerat ca fiind black metal. Formațiile care se asociază cu acest gen muzical se opun în general religiei creștinei și a celorlalte religii. Acesta reprezintă elementul esențial formațiilor de black metal. În general membrii scenelor black metal resping valorile creștine, umanitarismul, corectitudinea politică, consumerismul, globalizarea, omogenitatea și tind să promoveze ateismul, păgânismul și satanismul. De asemenea, black metalul conține aspecte mizantropice și ostile față de societate. Membrul formației Wolves în the Throne Room, Aaron Weaver declara că „black metalul este o mișcare artistică care critică modernitatea la un nivel fundamental, afirmând că punctului de vedere modern îi lipsește ceva anume”. Există și reprezentanți ai scenei care au început să redacteze versuri despre culturile pre-creștine, antice și despre propriii strămoși. Sam Dunn relata cu privire la scena norvegiană că „spre deosebire de orice altă scenă metal, cultura și locurile sunt încorporate aici în muzică și în imagistica”. Individualismul reprezintă un alt element important al genului, Fenriz afirmând că „black metalul este mai presus de toate individualism”, în ciuda faptului că adepții lui Euronymous au ales să sprijine anti-individualismul. Conform celor spuse de Bejamin Hedge Olsoni în teza sa de masterat, „black metalul este caracterizat de conflictul dintre individualismul radical și identitatea de grup, respectiv de încercarea de a le accepta pe ambele simultan”. Olson relata că unii artiști aveau credințe identice cu transcendentalismul. Încercau să transcendă forma fizică și să poată intra în contract cu ființă supremă care le putea oferi cunoaștere. Concomitent, erau nemulțumiți de „o lume pe care o considerau lipsită de semnificație spirituală și culturală”. Olson numește concertele acestor formații drept „ritualuri muzicale prin intermediul cărora poți atinge solidaritatea scenică și transcendență mistică”. Unii reprezentanți proeminenți ai scenei susțin ideea că black metalul nu trebuie să reprezinte vreo ideologie particulară. De exemplu, Jan Axel Blomberg (Hellhammer) declară într-un interviu cu Metal Library că „black metalul actual este doar muzică”. Asemenea lui, Sigurd Wongraven spunea că black metalul „nu trebuie să fie cu necesitate satanist, atât timp cât este intunecat”. Totuși, un articol din revistă Slayer i-a atacat pe muzicieni deoarece „le pasă mai mult de chitare decât de esența pe care s-au fundamentat pilonii genului”, insistând că „muzica în sine nu mai este prioritară”.

### Satanismul
Black metalul a fost inițial un termen definitoriu pentru formațiile de metal extrem cu versuri și imagistică satanistă. Totuși, majoritatea formațiilor de black metal care precedă scena norvegiană - inclusiv Venom - s-au folosit de credințele și valorile sataniste doar cu scopul de a șoca și atrage atenția, aceștia nefiind adepți ai satanismului. Una dintre puținele excepții era liderul Mercyful Fate și membrul Bisericii Sataniste, King Diamond, pe care Michael Moynihan l-a descris drept „unul din puținii artiști din perioadă metalului satanic al anilor 1980 care nu a fost un prefacut”. În târziul anilor 1990, majoritatea adepților genului se caracterizau drept mizantropi și sataniști care doreau să răspândească ura, durerea și răul. Euronymous era o figură cheie din spatele acestei ideologii. Aceștia au atacat Biserica Satanistă din cauza perspectivelor sale „libere și iubitoare”; satanismul teist pe care îl susțineau era doar un creștinism inversat. Benjamin Hedge Olson redacta că aceaștia că au transformat „imagistica scenică cvasi-satanistă a celor din Venom într-o formă de exprimare culturală unică în raport cu celelalte forme de metal sau satanism” și „au abandonat identitățile mundane și ambițiile altor forme diferite de metal în favoarea fanaticismului ideologic și religios”. Unii membri proeminenți ai scenei - precum Euronymous și Faust - considerau că doar formațiile sataniste pot fi etichetate drept „black metal”. Unii artiști încă mai susțin această idee - artiști ca Infernus, Arioch, Nornagest și Erik Danielsson. Unele formații, precum Dissection sau Watain, insistă că toți membri trebuie să fie adepții credințelor sataniste, în timp ce Michael Ford din Black Funeral și Mkm din Antaeus consideră că black metalul trebuie să fie satanist, dar nu neapărat și membrii formațiilor. Alți artiști - precum Jan Axel Blomberg, Sigurd Wongraven și Eric Horner - consideră că black metalul nu trebuie să fie satanist. Euronymous era un cunoscut susținător al mișcărilor totalitare și un opozant al individualismului, compasiunii, păcii, fericirii și distracției. Mortiis afirma despre acesta că „era satanist până în măduva oaselor”, iar Metalion, care-l cunoștea din 1985 și îl considera un foarte bun prieten, meníona că „mereu își exprima dorința de a idolatriza moartea și de a fi extrem". O parte au evitat satanismul, considerându-l de origini iudeocreștine, respectiv o modalitate de perpetuare a acestor perspective. Quorton, solistul Bathory, declara că utiliza termenul de Satan cu scopul de a provoca și ataca creștinismul. Schimbarea are loc odată cu cel de-al treilea și al patrulea album a început să atace punctul de vedere creștin dintr-un alt unghi, conștientizând că satanismul este un „produs creștin”. Cu toate acestea, unii artiști folosesc conceptul de diavol ca simbol sau metaforă pentru credințele lor. Aici sunt incluși adepții satanismului laveyan și a altor perspective. Vocalistul Gaahl, care se autocaracterizează drept șaman nordic, afirma că utilizau „termenului satanist deoarece este o lume creștină și trebuie să le vorbim limba[...] Când menționez termenul Satan ma refer la ordinea naturală, la voința omului, voința de dezvoltare, voința de a deveni un supraom”. Varg Vikernes se autointitula satanist în primele interviuri acordate, însă „acum minimalizează interesul său față de satanism”, motivând utilizarea termenului Satan ca simbol pentru zeul Odin pe care-l considera „adversarul” divinității creștine. A văzut satanismul drept „o introducere în credințe mai păgâne”. În ciuda numărului imens de formații sataniste de black metal, formații precum Carach Angren, Immortal și Enslaved nu au versuri satanice.

### Unblack metal

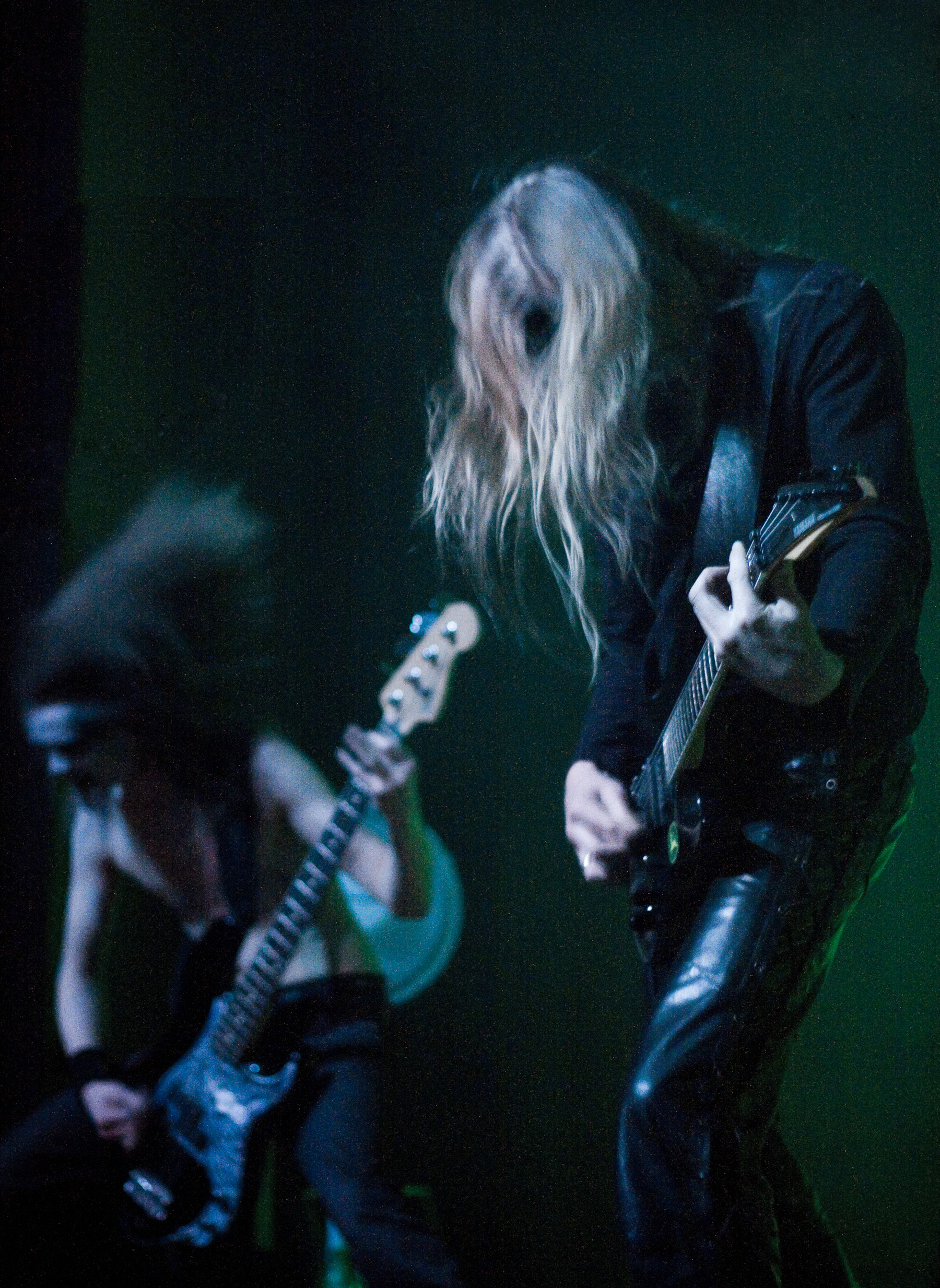
Antestor live în cadrul Elements of Rock din 2011

O parte din artiștii scenei black metal au adoptat estetica și sunetul, însă au decis să promoveze creștinismul prin versurile și imagistica acestora. Aceștia au fost etichetați drept „black metal creștin”, „white metal” sau „unblack metal”. Primul album de black metal creștin este considerat albumul de debut al formației de origine australiană Horde, Hellig Usvard, lansat prin Nuclear Blast în 1994, o parodie a black metalului norvegian. Albumul a cauzat controverse, iar singurul membru al formației a primit amenințări cu moartea. Acesta, cunoscut sub presudonimul de Anonymous, declara că existau și alte formații de black metal creștin înaintea lui Horde, inclusiv în Norvegia, făcând referire la Antestor, care s-au format în 1989, însă au abordat un gen de death/doom metal până în 1993 sub un alt nume, Crush Evil. Albumul Helling Usvart a cauzat numeroase probleme în scena black metal, reprezentanții casei de discuri Nuclear Blast fiind amenințațicu moartea în cazul în care nu vor face publice numele membrilor formației. Anonymous a renunțat într-un final la pseudonim și a recunoscut că este numele său adevărat Jayson Sherlock, toboșarul formațiilor Mortification și Paramaecium. Mass media a devenit interesată de această controversă. Pe 7 iunie 1995, ziarul norvegian Morgenbladet a publicat un articol despre fenomenul black metalului creștin, descriind albumul lui Horde  drept „o satiră neașteptată a comunității norvegiene de black metal”. De asemenea, membrii Antestor au acordat un interviu în care solistul Kjetil Molnes declara că „ne identificăm din punct de vedere muzical drept black metal, dar nu și din perspectivă ideologică sau credincioasă”. Formația suedeză Admonish s-a format în perioada 1994-1995 și este considerată prima formație de unblack metal din Suedia. Au devenit cunoscuți datorită etichetării propriului stil drept „black metal creștin”. Deși au lansat primul album abia în 2005, revista Metal Hammer  ii numește „una dintre primele formații de black metal creștin”. Majoritatea artiștilor din scena black metal au descris „black metalul creștin” drept un oximoron. În documentarul Murder music: A History of Black Metal, toți cei intervievați au afirmat că black metalul nu poate fi creștin. Eticheta de „black metal creștin” a atras replici jignitoare din partea muzicienilor. De exemplu, Martin Walkyier din Sabbat afirma următoarele: „Black metal creștin? Ce fac? Incendiază biserici? Le repară?”. În cadrul documentarului Black Metal Satanica, Bjorn Almar, managerul festivalului Hammerslagfestival Vinterblot, caracteriza acest subgen ca fiind „o idioțenie”, iar formația Mordichrist caracterizează „unblack metalul” drept „Pol Pot îmbracat în hainele lui Moș Crăciun”. De asemenea, solistul formației Watain declara că „încă o dată creștinismul a fost nevoit să-l utilizeze pe diavol pentru a-și transmite mesajul”. Primele formații de unblack metal au refuzat să-și caracterizeze stilul drept „black metal” deoarece acest termen era puternic asociat cu satanismul. Horde și-a numit muzica „unblack metal sfânt”, iar Antestor a ales termenul „sorrow metal”. Membrul formației australiene a postat un mesaj pe Facebook în care menționa că nu înțelege cum un creștin poate să cânte black metal: „Nu voi înțelege niciodată cum creștinii cred că pot să cânte black metal. Nu cred că înțeleg care este conceptul de bază al acestuia”.Totuși, multe formații de unblack metal - precum Crimson Moonlight - au observat o schimbare în black metal, o depăsire a barierelor ideologice și o limitare la faptul de a fi un simplu gen muzical, motiv pentru care își caracterizează muzica drept „black metal”.

### Neonazism
Black metalul național socialist este un subgen al black metalului în care artiștii promovează și glorifică ideologia național-socialistă sau credințe identice prin intermediul versurilor și imagisticii utilizate. Ideologia acestora este compusă dintr-o combinație de credințe păgâne, supremație rasială, separatism rasial și antisemitism. Unii comentatori văd această ideologie ca fiind perspectiva asupra lumii caracteristică adepților genului. Membrii scenei norvegiene au cochetat cu neonazismul, însă doar cu scopul de a șoca. Varg Vikernes - a cărui perspectivă este descrisă azi drept Odalism - a fost primul reprezentat al scenei care a răspândit astfel de valori. În ciuda faptului că melodiile sunt apolitice, a început să-și expună orientările în scris și în interviuri după arestarea sa în 1993. Între timp Vikernes s-a distanțat de scena național socialistă, deși punctul său de vedere nu a suferit modificări minuțioase, considerându-se drept un „odinist” și nu un fascist. Black metalul național socialist a luat naștere la mijlocul anilor '90 și a fost răspândit de artiști precum Absurd, Graveland, Infernum, Veles, Nokturnal Mortum, Hate Forest, Branikald și Grand Belial's Key. Genul este proeminent în țările din fostul bloc sovietic. Artiștii care adoptă acest stil sunt minoritari, conform celor declarate de Mattias Gardell și Benjamin Hedge Olson. Adepții genului au fost criticați de către unii muzicieni influenți din scenă precum Joe Nodtveidt, Tormentor, King ov Hell, Infernus, Lord Ahriman, Emperor Magus Caligula, Richard Lederer, Michael W. Ford și membri ai formației Arkhon Infaustus. Aceștia consideră că nazismul este legat de creștinism, fiind caracterizați de „mentalitatea autoritară, colectivistă și de turmă”. Olson a realizat că ura față de nazism nu are legătură cu noțiunea de „ură universală”, ci mai degrabă cu faptul că ura naziștilor este „specifică și exclusivistă”.
Ca reacție la dezvoltarea scenei național-socialiste, au aparut o serie de formații care au implementat în versurile lor elemente specifice ideologiei de stânga. În această comunitate găsim membri din formațiile Skagos, Storm of Sedition, Not a Cost, Black Kronstadt sau Vidargangr. De asemenea, formații ca Burzum, Shining, Xasthur, Silencer, Leviathan, Make a Change... Kill Yourself și I Shalt Become au început să redacteze versuri despre sinucidere, depresie, automutilare, unele dintre acestea făcând și apologia sinuciderii. Acestea din urmă au dus la dezvoltarea subgenului black metal suicidal sau depresiv.

### Anarhism și socialism
Black metalul anarhic și roșu, prescurtat RABM sau black metal anarhic, reprezintă un subgen al black metalului care a luat naștere prin combinația black metalului cu diferite elemente din crust punk. Perspectivele ideologice ale formațiilor din acest gen se regăsesc pe partea stângă a spectrului politic: anarhism, marxism și eco-anarhism. Versurile tratează teme sataniste și nihiliste. Unele formații - precum Iskra, Panopticon, Puna Terori și Skagos - s-au implicat puternic în politică, însă majoritatea artiștilor de pe Coasta de Vest (un exemplu ar fi Wolves in the Throne Room) nu vor să fie etichetate drept anarhice sau socialiste.

## Mass-media
Documentare despre black metal
- Det svarte alvor (1994)[359]
- Satan Rides the Media (1998)[360]
- Black Metal (1998), un documentar belgian realizat de Marilyn Watelet[361].
- Norsk Black Metal (2003) difuzat la televiziunea norgeviană de Norwegian Broadcasting Corporation (NRK)[362].
- Metal: A Headbanger's Journey (2005) explorează black metalul anilor '90 și include un montaj de 25 de minute pe DVD[363].
- True Norwegian Black Metal (2007) este un documentar în cinci părți realizat de VICE în cadrul căruia se analizează unele aspecte legate de stilul de viață, credințele și controversele fostului solist al formației Gorgoroth, Gaahl[364].
- Black Metal: A Documentary (2007), produs de Bill Zebub, explorează lumea black metalului din perspectiva artiștilor. Nu există narator, iar toți cei intervievați fac parte din scena black metalului[365].
- Pure Fucking Mayhem (2009) spune povestea formației Mayhem și a tragediilor care le caracterizează cariera[366].
- Murder Music: A History of Black Metal (2007)[367]
- Once Upon a Time in Norway (2008)[368]
- Black Metal Satanica (2008)[369]
- Until the Light Takes Us (2009) examinează originile și subculturile black metalului. Conține interviuri exclusive și imagini rare din primele zile ale scenei Black Circle[370].
- Loputon Gehennan Liekki (Eternal Flame of Gehenna) (2011) documentar despre black metalul finlandez[371][372].
- Out of the Black – A Black Metal Documentary (2012), cercetează originile muzicale și sociale ale black metalului concomitent cu explorarea spectrului integral al ideologiilor religioase din cadrul scenei. De asemenea, examinează black metalul de origine americană, respectiv numeroasele diferențe dintre scena americană și cea scandinavă[373][374].
- One Man Metal (2012) analizează stilul de viață și perspectivele membrilor formaților Xasthur, Leviathan și Striborg[375].
- Attention! Black Metal (2012)[376]

Referințe în media
- Un „mockumentar” numit Legalise Murder a fost lansat în 2007[377].
- Desenul animat Metalocalypse în cadrul căruia ne este prezentată cariera unei formații de metal extrem numită Dethklok conține numeroase referințe la diferiți muzicieni din black metal precum magazinul lui Fintroll, Dimmu burger, magazinul Gorgorth de scaune electrice, Liceul Carpathian Forest, Marduk's Putt & Stuff, hotdogii Burzum și studiourile Behemoth.
- O reclamă norvegiană pentru un detergent de haine include muzicieni cu îmbrăcăminte specifică genului black metal[378].
- Formații de black metal precum 1349, Emperor, Behemoth, Dimmu Borgir, Satyricon sau Enslaved au avut videoclipuri difuzate în cadrul emisiunii Headbangers Ball pe canalul MTV.
- Comedianul Brian Posehn a realizat o referință vizuală la adresa formațiilor de black metal din Norvegia în videoclipul său „Metal by Numbers”[379].
- O reclama KFC difuzată în Canada (2008) și Australia (2010) includ o formație de black metal ficțională numită Hellvetica. Pe scenă solistul formației își stinge în gură o torță, urmând ca în culise să consume un meniu KFC și să afirme „Omule, ăsta-i iute”.
- Un episod din serialul Bones include descoperirea unui schelet uman la un concert de black metal în Norvegia. Numele episodului este „Mayhem on a Cross” și este episodul 20 din sezonul patru[380].
- Există multe referințe la formațiile de metal extrem sau black metal - Marduk, Cradle of Filth, Bathory și Dimmu Borgir - în nuvela lui Åke Edwardson, Sun and Shadow. Subiectul implică muzica unei formații ficționale de black metal din Canada numită Sacrament. Ca parte din anchetă, inspectorul Winter încearcă să realizeze o distincție între artiștii din death metal și cei din black metal[381].

## Formații cheie
- Bathory
- Burzum
- Carpathian Forest
- Celtic Frost
- Darkthrone
- Emperor
- Enslaved
- Gorgoroth
- Immortal
- Mayhem
- Satyricon
- Venom

## Veziși
- Listă de formații black metal
- Shrieking